# Auto-GPT
Auto-GPT는 자연어로 목표가 주어지면 이를 하위 작업으로 나누고 자동 루프에서 인터넷 및 기타 도구를 사용하여 목표를 달성하려고 시도하는 오픈 소스 "AI 에이전트"이다. OpenAI의 GPT-4 또는 GPT-3.5 API를 사용하며 자율 작업을 수행하기 위해 GPT-4를 사용하는 애플리케이션의 첫 번째 예 중 하나이다.

## 배경
2023년 3월 30일, Auto-GPT는 비디오 게임 회사 시그니피컨트 그래비타스(Significant Gravitas Ltd)의 수석 게임 개발자인 토란 브루스 리처즈(Toran Bruce Richards)에 의해 출시되었다. Auto-GPT는 OpenAI의 GPT-4용 API를 기반으로 하는 오픈 소스 자율 AI 에이전트이다. 2023년 3월 14일에 출시된 언어 모델. Auto-GPT는 자율 작업을 수행하기 위해 GPT-4를 사용하는 애플리케이션의 첫 번째 예 중 하나이다.
리처즈는 실시간 피드백과 장기적인 전망이 포함된 작업에 대응할 수 있는 모델을 만들기 위해 Auto-GPT를 개발했다. 사용자에게 Auto-GPT 에이전트의 이름, 역할, 목표를 설명하고 해당 목표를 달성하기 위한 최대 5가지 방법을 지정하라는 메시지가 표시된다. 여기에서 Auto-GPT는 사용자가 모든 단계에서 프롬프트를 제공할 필요 없이 목표를 달성하기 위해 독립적으로 작동한다.
2023년 10월 Auto-GPT는 투자자로부터 1,200만 달러를 모금했다.

### 사용법
Auto-GPT는 깃허브에서 공개적으로 사용 가능하다. 이를 사용하려면 사용자는 도커와 같은 개발 환경에 Auto-GPT를 설치해야 한다. 또한 사용자는 OpenAI의 API 키로 등록해야 하며, 이를 위해서는 유료 OpenAI 계정이 필요하다.

## 같이 보기
- ChatGPT
- GPT-3
- GPT-4
- 인공 일반 지능
- 환각 (인공지능)